# إيبا تومسن
إيبا تومسن (بالدنماركية: Ebba Thomsen) هي ممثلة دانمركية، ولدت في 3 مايو 1887 بكوبنهاغن في الدنمارك، وتوفيت بنفس المكان في 18 ديسمبر 1973.

## وصلات خارجية
- إيبا تومسن على موقع IMDb (الإنجليزية)
- إيبا تومسن على موقع قاعدة بيانات الأفلام السويدية (السويدية)
- إيبا تومسن على موقع قاعدة بيانات الفيلم (الإنجليزية)
- إيبا تومسن على موقع كينوبويسك (الروسية)